# Нирмала Ситараман
Нирмала Ситараман (рођена 18. августа 1959, Мадурај) је индијска економисткиња, политичарка и високи лидер Индијске народне партије која ради као министар финансија и министар корпоративних послова у Влади Индије од 2019. године. Чланица је Раџја Саба, горњег дома индијског парламента, представља Карнатаку од 2016. године, а претходно је представљала Андра Прадеш од 2014. до 2016. године. Ситараман је претходно била 28. министарка одбране од 2017. до 2019. године, чиме је постала друга жена министар одбране Индије и друга жена министар финансија након Индире Ганди, и прва жена министарка са пуним радним временом. Радила је као млађи министар у Моди министарству између 2014. и 2017. године, обављајући узастопне функције, прво због свог двоструког именовања као државног министра у Министарству финансија и државног министра у Министарству корпоративних послова од маја до новембра 2014. а затим као државни министар (независни носилац) за Министарство трговине и индустрије од маја 2014. до септембра 2017. године.
Ситараман се налазила на Форбсовој листи 100 најмоћнијих жена на свету 2022. године и била је рангирана на 36. месту. Године 2023. била је на 32. месту на Форбсовој листи 100 најмоћнијих жена света. Магазин Fortune ју је прогласио најмоћнијом женом у Индији.

## Младост и образовање
Нирмала Ситараман је рођена у тамилској породици Ајенгар у Мадурају, у индијској држави Тамил Наду, у породици Савитрија и Нарајанан Ситараман. Школовање је завршила у Англо-индијској високој средњој школи Sacred Heart Convent, у Вилупураму, као и у Ченају и Тиручирапалију. Дипломирала је економију на колеџу Seethalakshmi Ramaswami у Тиручирапалију 1980. године и магистрирала на Универзитету Џавахарлал Нехру, у Делхију 1984. Затим је уписала докторантски програм из економије са фокусом на индоевропску трговину; али је касније напустила овај програм и преселила се у Лондон (када је њен муж обезбедио стипендију на Економском факултету у Лондону) због чега није могла да заврши програм.

## Политичка каријера
Нирмала Ситараман је била члан Националне комисије за жене од 2003. до 2005.
Придружила се Индијској народној партији 2008. године. Била је национални портпарол странке до 2014. Те године примљена је у кабинет Нарендре Модија као млађи министар и изабрана је у јуну те године за члана Раџја Саба из Андра Прадеша.
У мају 2016. била је један од 12 кандидата које је предложила партија да се такмиче на изборима за Раџја Саба 11. јуна. Успешно се изборила своје место из Карнатаке.
Она је радила као министар одбране Индије и предводила је ваздушни напад Балакот који су извеле индијске ваздухопловне снаге 2019. године. Тренутно ради као министар финансија и корпоративних послова Индије.

## Обједињени савет министара

### Министар одбране
Дана 3. септембра 2017. именована је за министра одбране, као тек друга жена након Индире Ганди на тој функцији, али прва жена министар одбране са пуним радним временом.
За време њеног мандата, војска је извела ваздушни напад на Балакот као одмазду за напад у Пулвами 2019. Индијска војска је тврдила да је у операцији убијено најмање 170 терориста.

### Министар финансија
Нирмала Ситараман је 31. маја 2019. именована за министра финансија и корпоративних послова. Она је прва жена министар финансија у Индији са пуним радним временом. Представила је свој први буџет у индијском парламенту 5. јула 2019. 1. фебруара 2020. представила је буџет за период 2020–2021. Током пандемије КОВИД-19 у Индији била је задужена за радну групу за економски одговор на КОВИД-19.
За време њеног мандата на месту министра финансија 2022. године, Индија је постала пета највећа привреда на свету, а БДП земље је забележио огроман позитиван раст у историјском контексту.
У фебруару 2024. представила је буџет по рекордни шести пут. Она је такође постала прва министарка која је представила буџет у згради новог парламента Индије.
Добила је исте функције у кабинету након општих избора у Индији у јуну 2024.

## Неполитичка каријера
Нирмала Ситараман је радила као продавац у Хабитату, продавници кућних декорација у лондонској улици Риџент. Радила је као помоћник економисте у Удружењу пољопривредних инжењера у Великој Британији. Током свог боравка у УК, такође је радила као виши менаџер за PwC и кратко у Би-Би-Си ворлд сервис.
Такође је била члан Националне комисије за жене. Године 2017. била је један од оснивача Пранаве у Хајдерабаду.

## Награде и почасти
Универзитет Џавахарлал Нехру доделио јој је награду за истакнуте алумнисте 2019. Магазин Форбс ју је сврстао на 34. место међу 100 најмоћнијих жена на свету у 2019. Нирмала Ситараман је освојила награду за пословног реформатора године Economic Times Awards за корпоративну изврсност 2021. 2023. године рангирана на 32. месту, Ситараман је доспела на листу 100 најмоћнијих жена на свету часописа Форбс пети пут заредом. Министарка је 2022. године била на 36. месту листе, док је 2021. била на 37. месту, а 2020. на 41. месту.

## Лични живот
Ситараман је упознала свог супруга, економисту и коментатора Паракала Прабхакара, који је из Нарсапурама, Андра Прадеш, док је студирао на Универзитету Џавахарлал Нехру. Док је Нирмала нагињала Индијској народној партији, њен муж се приклонио Индијском националном конгресу. Венчали су се 1986. и имају ћерку. Прабхакар је служио као саветник за комуникације у Влади Андра Прадеша од 2014. до 2018.